# Mémoire vive (série télévisée québécoise)
Pour les articles homonymes, voir Mémoire vive (homonymie).
Mémoire vive est une série télévisée éducative québécoise sur l'histoire en 26 épisodes de 28 minutes diffusée à partir du 3 décembre 1988 sur le Canal Famille.

## Synopsis
Deux jeunes adolescents, Arianne et Nicolas, voyagent à l'aide d'une gardienne du temps nommée Clio. Leur moyen de transport était un ordinateur à travers lequel Clio les guidait.

## Distribution
- Marie-Renée Patry : Clio
- Johanne McKay : Ariane
- Dominique Desmeules : Nicolas

## Fiche technique
- Scénarisation : Diane Bastien, Marielle Bernard, Claude Blanchard, Normand Desjardins, Marie Faribeault et Michel Tanguay
- Réalisation : Diane Émond et Jean Galarneau
- Société de production : Pixart